# Max Pelving
Max Andreas Pelving (27. januar 1899 – 28. september 1995) var en af de største stikkere på Dagmarhus.
Han var kriminalbetjent inden for fremmedpolitiet og berygtet stikker.
Han blev udsat for et attentatforsøg af modstandsgruppen Holger Danske[kilde mangler] den 18. december 1943 på Toldbodgade i København, men overlevede attentatet. Max Pelving overlevede krigen, men blev i oktober 1947 ved retten i Gråsten idømt 16 års fængsel for landsskadelig virksomhed. Den 30. august 1950 blev Pelving benådet og løsladt fra statsfængslet Kærshovedgård. Han var fra 1950 og frem til sin død i 1995 bosiddende i Aabenraa.